# La Paix (Chaudet)
La Paix est une sculpture en argent doré, bronze et bronze doré réalisée par le sculpteur Antoine-Denis Chaudet en 1806. Elle est actuellement conservée au musée du Louvre.

## Contexte de la commande
Cette statue fut commandée pour commémorer la paix d'Amiens entre la France et l'Angleterre. En 1802, le Sénat proclame le Consulat à vie de Napoléon Bonaparte et édite un article pour la création de cette statue. La commande sera directement passée à Chaudet sans concours préalable pour une statue en marbre. Il faut cependant attendre la paix de Presbourg pour voir l’œuvre réalisée. Le goût a changé entre-temps et Napoléon ne souhaite pas une statue en marbre. Afin de réaliser la statue en métal, on fond les anges qui présidaient au monument du Pont Neuf à la gloire de Louis XIII[réf. nécessaire]. 

## Description
La Paix est ici représentée en figure allégorique de l'Abondance avec sa couronne d'épis autour de sa tête et la corne d'abondance. Elle tient dans sa main le décret du Sénat qui commanda sa réalisation. L'interprétation sur la présence du rameau diverge selon les interprétations. Selon la plante, il s'agirait d'une allégorie de la Victoire ou de la Paix.
Stylistiquement, l’œuvre est très néoclassique. Dans l'aspect très frontale, dans le vêtement à l'antique. On note le chiton long, avec boursouflures. Ce qui marque le plus, ce sont les matériaux. L'usage de l'argent et du bronze doré, dans une volonté de renouer avec les statues de Phidias de la période grecque classique. Le succès de l’œuvre sera très important et contribuera à la renommée de Chaudet.